# AL-LAD
AL-LAD – organiczny związek chemiczny, psychodeliczna substancja psychoaktywna, analog LSD. Zgodnie z TiHKAL dawkowanie tej substancji waha się w przedziale 80–160 μg, a czas działania wynosi 6 do 8 godzin.